# بیتوف (ناحیه زنویمو)
بیتوف (به چکی: Bítov) یک منطقهٔ مسکونی در جمهوری چک است که در ناحیه زنویمو واقع شده‌است. بیتوف ۱۵۲ نفر جمعیت دارد.